# MTERF2
MTERF2 (англ. Mitochondrial transcription termination factor 2) – білок, який кодується однойменним геном, розташованим у людей на 12-й хромосомі. Довжина поліпептидного ланцюга білка становить 385 амінокислот, а молекулярна маса — 44 414.
| 10         |  | 20         |  | 30         |  | 40         |  | 50         |
| ---------- |  | ---------- |  | ---------- |  | ---------- |  | ---------- |
| MLWKLLLRSQ |  | SCRLCSFRKM |  | RSPPKYRPFL |  | ACFTYTTDKQ |  | SSKENTRTVE |
| KLYKCSVDIR |  | KIRRLKGWVL |  | LEDETYVEEI |  | ANILQELGAD |  | ETAVASILER |
| CPEAIVCSPT |  | AVNTQRKLWQ |  | LVCKNEEELI |  | KLIEQFPESF |  | FTIKDQENQK |
| LNVQFFQELG |  | LKNVVISRLL |  | TAAPNVFHNP |  | VEKNKQMVRI |  | LQESYLDVGG |
| SEANMKVWLL |  | KLLSQNPFIL |  | LNSPTAIKET |  | LEFLQEQGFT |  | SFEILQLLSK |
| LKGFLFQLCP |  | RSIQNSISFS |  | KNAFKCTDHD |  | LKQLVLKCPA |  | LLYYSVPVLE |
| ERMQGLLREG |  | ISIAQIRETP |  | MVLELTPQIV |  | QYRIRKLNSS |  | GYRIKDGHLA |
| NLNGSKKEFE |  | ANFGKIQAKK |  | VRPLFNPVAP |  | LNVEE      |  |            |

A: Аланін

C: Цистеїн

D: Аспарагінова кислота

E: Глутамінова кислота

F: Фенілаланін

G: Гліцин

H: Гістидин

I: Ізолейцин

K: Лізин

L: Лейцин

M: Метіонін

N: Аспарагін

P: Пролін

Q: Глутамін

R: Аргінін

S: Серин

T: Треонін

V: Валін

W: Триптофан

Задіяний у таких біологічних процесах, як транскрипція, регуляція транскрипції. 
Локалізований у мітохондрії, мітохондріальному нуклеоїді.